# Luis Dávila

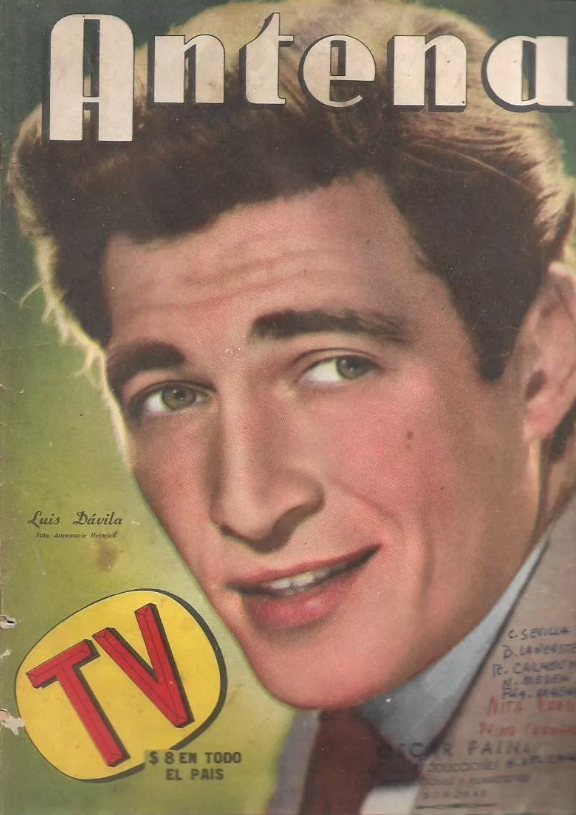
Luis Dávila por Annemarie Heinrich, 1961

Héctor Carmelo González Ferrandino. Luis Dávila (Buenos Aires, Argentina; 15 de julio de 1927-ibídem; 21 de agosto de 1998) fue un actor de cine, teatro y televisión argentino.

## Biografía
Luis Dávila interpretó el típico galán que acompañó a grandes estrellas en la década del '50, '60 y '70 como Silvia y Mirtha Legrand, Julia Sandoval, Lolita Torres, Silvia Montanari, Irma Roy y Lilián del Río. Hizo más de 80 películas entre ellas argentinas y españolas y numerosos programas televisivos.

## Carrera

### Cine
Si bien actuó en dos películas en 1952 como El baldío con Beba Bidart y Olga Zubarry y Vigilantes y ladrones fue en 1954  donde debutó profesionalmente junto a Laura Hidalgo en María Magdalena.
En 1955 actuó en Vida nocturna en compañía del cómico José Marrone y la vedette Maruja Montes. En ese año también participó en otras numerosas y reconocidas películas de la época dorada como Mi marido y mi novio con Nélida Romero e Irma Roy, Requiebro, Sinfonía de juventud, Lo que le pasó a Reynoso y Canario rojo.
Con Lolita Torres trabajo en dos películas: Novia para dos junto con Osvaldo Miranda en 1956 y en La hermosa mentira en 1958. En este último año también estuvo en Operación Antártida.
En 1959 formó parte del elenco de Campo arado junto a Silvia Legrand, e hizo Amor se dice cantando protagonizada por Miguel Aceves Mejía y Julia Sandoval.
En 1960 hizo los films Héroes de hoy y Vacanze in Argentina. Y dos años después filmó Socia de alcoba en el papel de Ray Donato y la película española Bahía de Palma.
A lo largo de 1963 se destacó sus papeles en Los que verán a Dios con Bárbara Mujica y Alberto Bello, Las gemelas,  Chantaje a un torero como el sacerdote Don Andrés, El Sol en el espejo como Don Carlos y La gran coartada.
En 1964 se lució con las películas Una madeja de lana azul celeste, Prohibido Soñar, Relevo para un pistolero, Como dos gotas de agua, El Escándalo y Donde tú estés como Rodolfo.
En 1965 hizo Flor salvaje, Hagan juego, Señoras, La tumba para forajidos, La otra orilla, Marc Mato, agente S. 077, Viva Carrancho, Doc, manos de plata y María Rosa.
En 1966 actuó en la película Zampo y yo en el papel de Carlos. También hizo Dinamita Jim y S077: Operación relámpago. Un año después actuó en Atraco al hampa, Órbita mortal y El hombre del golpe perfecto.
Entre 1968 y 1969 trabajó en Johnny Ratón, Las nenas del mini-mini, El largo día del águila, Simón Bolívar, Las amigas, Sin aliento, El crimen también juega, Verano 70, Comandos, Llaman de Jamaica, Mr. Ward y Flor salvaje.
A lo largo de toda la década de los 70's se desempeñó en filmaciones argentinas y españolas muy reconocidas como Si estás muerto, ¿por qué bailas?, Un tranquilo lugar para matar, ¡Mátalo!, Los Tigres de Mompracem, La Espada Normanda, Los novios de mi mujer, El Arquero de Sherwood, La violación, Coartada en disco rojo, Basuras humanas, El desafío de Pancho Villa y La venganza de la Momia, La Redada, Hormiga Negra, Cuatro pícaros bomberos y Juventud sin barreras.
Durante los 14 años que vivió en España donde protagonizó algunos de los llamados western spaghetti con estrellas como Claudia Cardinale, Lino Ventura y Giuliano Gemma.

### Televisión
Realizó unitarios en la televisión española y argentina. En 1959 en Canal 7 trabajó junto a Julián Bourges en La azafata enamorada, una telenovela de Miguel de Calasanz con el elenco encabezado por Paulette Christian.
- En 1955: La heredera, junto a  Golde Flami y Berta Moss.
- En 1960: El Campeón, emitido por Canal 7, junto a Elcira Olivera Garcés, Irma Gabriel y Raúl Arce. También protagonizó junto a  Beatriz Bonnet, la novela Nidia Vendrá Esta Noche.
- En 1966 hizo en España el episodio "La bodega" de Historias para no dormir y el episodio "La llama y la ceniza" en Novela.
- En 1967 hizo los episodios de "La noche del sábado" y "El hilo rojo" de la serie Estudio 1.
- En 1971 actuó en Estación retiro con Irma Roy.
- También por esos años hizo Querido salvaje con Silvia Montanari.
- En 1974 estuvo en Con odio y con amor y en el '77 en Mi hermano Javier.
- En 1979 encarnando a Ernesto en  Propiedad horizontal.
- En 1980 actuó en Trampa para un soñador y en 1981 en  Quiero gritar tu nombre.
- En 1985 encarnó a Joaquín Miranda' en Rossé, con Linda Cristal y Gustavo Bermúdez.
- En 1986 regresa a la ficción con Amor prohibido.
- En 1988 encarnó a Manuel Torres Molina en El mago, con Carlos Andrés Calvo y Patricia Palmer.
- En 1990, su profesión lo llevó a Santiago de Chile, donde grabó la telenovela Villa Nápoli.[2]

## Fotonovelas
- Amarte está prohibido (1961) en la Revista Idilio, escrita por Alberto Migré, junto a Elsa Daniel.

## Fallecimiento
Luis Dávila falleció de un paro cardiorrespiratorio el 21 de agosto de 1998 en el sanatorio Santa Isabel de la Capital Federal, donde estuvo internado varios días. Sufría de una afección cardíaca y, además, tenía serios problemas de movilidad debido a un accidente que había sufrido en Chile ocho años antes, y en el cual se fracturó la pierna y la cadera. Sus restos descansan en el panteón de actores del Cementerio de la Chacarita.